# کورت سودرلوند
کورت سودرلوند (انگلیسی: Curt Söderlund؛ زادهٔ ۲ سپتامبر ۱۹۴۵) دوچرخه‌سوار اهل سوئد است.